# Zarzecze (powiat rzeszowski)

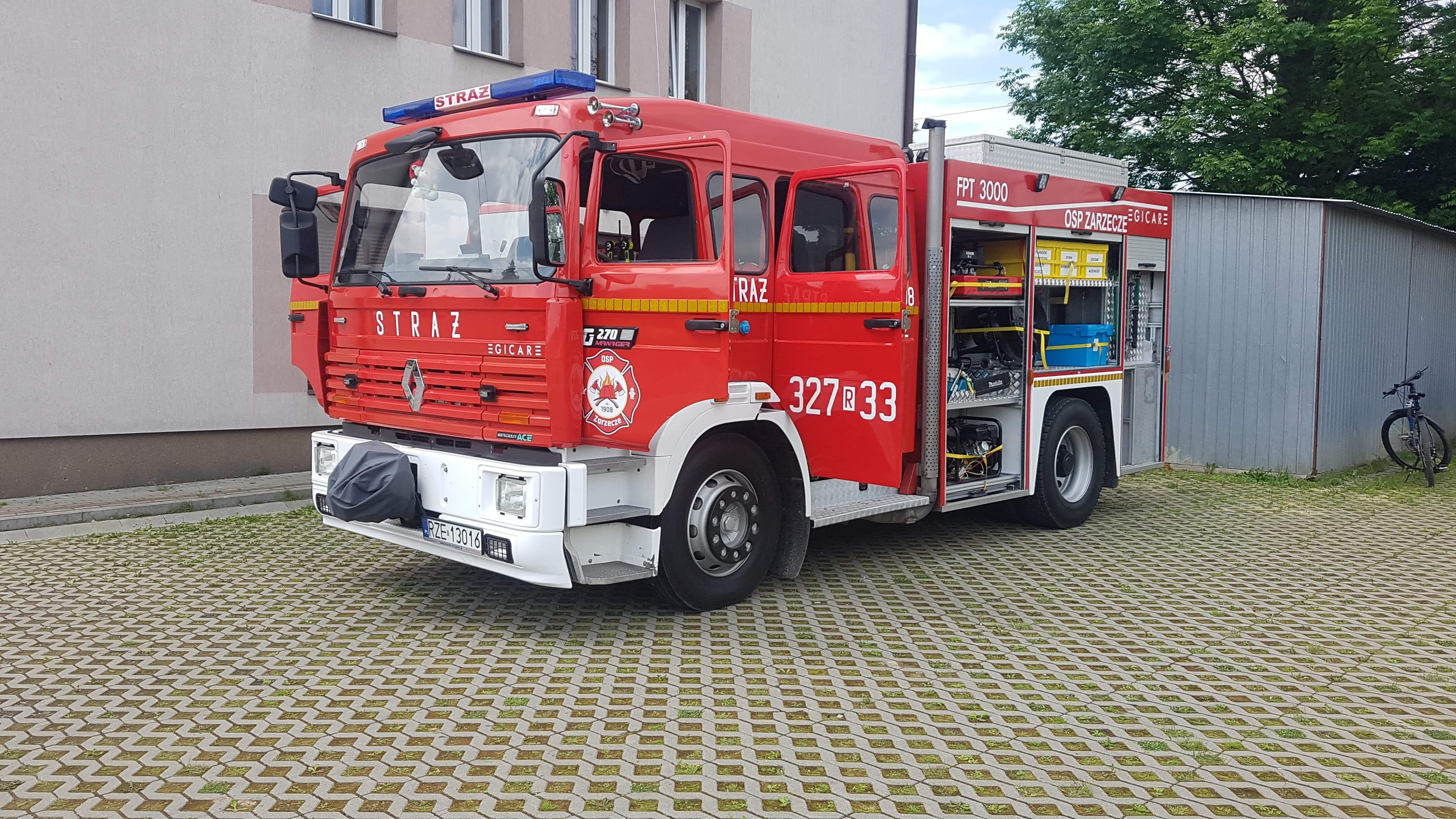
OSP Zarzecze

Zarzecze – wieś w Polsce położona w województwie podkarpackim, w powiecie rzeszowskim, w gminie Boguchwała. Leży nad Wisłokiem.
| SIMC    | Nazwa         | Rodzaj    |
| ------- | ------------- | --------- |
| 0645317 | Na Szlabancie | część wsi |
| 0645323 | Ryjak         | część wsi |

Wieś szlachecka, własność Ligęzów, położona była w 1589 roku w ziemi przemyskiej województwa ruskiego. W latach 1975–1998 miejscowość należała administracyjnie do województwa rzeszowskiego.
Na terenie sołectwa działają: szkoła podstawowa, Filia Gminnej Biblioteki Publicznej, Ochotnicza Straż Pożarna, Koło Gospodyń Wiejskich, Klub Seniora, Filia Gminnego Ośrodka Kultury i Wypoczynku i filia rzymskokatolickiej parafii św. Urszuli w Lubeni.

## Urodzeni w Zarzeczu
- Andrzej Przerwanek (1895–1920), sierżant Wojska Polskiego, kawaler Virtuti Militari
- Adam Sandurski (ur. 1953), medalista letnich igrzysk olimpijskich w 1980[8][9]